# 安德烈·沙巴索夫
安德烈·德米特里耶维奇·沙巴索夫（俄语：Андрей Дмитриевич Шабасов，1994年6月20日—），俄罗斯男子游泳运动员，2016年世界短池游泳锦标赛男子4×50米混合泳接力、男子4×100米混合泳接力金牌得主和男子100米仰泳银牌得主、2018年世界短池游泳锦标赛男子4×100米混合泳接力银牌得主。